# Alberto Basso
Alberto Basso (Torino, 21 agosto 1931) è un musicologo italiano.

## Biografia
Iniziò l'attività musicologica nel 1952 con una monografia su Stravinskij. Laureatosi in Giurisprudenza nel 1956 presso l'Università degli Studi di Torino, in seguito si dedicò interamente alla musica. Docente di Storia della musica, dal 1961 al 1974, e poi bibliotecario, dal 1974 al 1993, del Conservatorio di Torino, negli anni 1973-79 e 1994-97 è stato presidente della Società italiana di musicologia. Nel 1986 ha fondato l'Istituto per i Beni Musicali in Piemonte. Dal 1982 è membro dell'Accademia Nazionale di Santa Cecilia; è inoltre Accademico Filarmonico Romano (dal 1986), Accademico Filarmonico di Bologna (dal 1996) e Académico Corrispondiente della Real Acadèmia Catalana de Belles Artes de Sant Jordi di Barcellona (dal 2000). Nel 2004 ha ricevuto la laurea honoris causa dall'Università Autonoma di Barcellona.
Nel 1984 è stato nominato Cavaliere dell'Ordine al merito della Repubblica italiana.
Dal 1961 si è occupato dell'attività musicologica della Casa editrice UTET di Torino, per la quale ha curato fra l'altro la pubblicazione di alcune monumentali opere collettive: La Musica (1966-71), Storia dell'opera (1977), DEUMM (Dizionario Enciclopedico Universale della Musica e dei Musicisti, 1983-2005), Musica in scena. Storia dello spettacolo musicale (1995-6).
Ha inoltre ideato la collana discografica Tesori del Piemonte (Opus 111, Parigi, dal 1995), nell'ambito della quale è inserita la Vivaldi Edition, edizione integrale in cd di tutte le composizioni di Antonio Vivaldi conservate presso la Biblioteca Nazionale di Torino (circa 450 autografi).

## Opere
- Il corale organistico di J. S. Bach, monografia, in L'Approdo Musicale, Anno IV nn. 14-15, 1961
- Il Conservatorio di Musica «G. Verdi» di Torino. Storia e documenti dalle origini al 1970, Torino, UTET, 1971
- L'età di Bach e di Händel, vol. V della Storia della musica a cura della Società Italiana di Musicologia, Torino, EDT, 1976
- Il Teatro della Città dal 1788 al 1936, vol. II della Storia del Teatro Regio di Torino, Torino, Cassa di Risparmio di Torino, 1976
- Frau Musika. La vita e le opere di J. S. Bach, 2 voll., Torino, EDT (vol. 1: 1979, ISBN 88-7063-011-0; vol. 2: 1983, ISBN 88-7063-028-5)
- Sui sentieri della musica. Appunti per una rassegna iconografica, in collaborazione con Luciano Berio e Alberto Conforti, Milano, IdeaLibri, 1985
- J. S. Bach. Tracce di una vita profonda, Torino, Lioness Club, 1985
- L'invenzione della gioia. Musica e massoneria nell'età dei Lumi, Milano, Garzanti, 1994
- Storia della musica (dalle origini al XIX secolo), 3 voll., Torino, UTET, 2004-05 (fa parte della quarta sezione del DEUMM)
- I Mozart in Italia, Roma, Accademia Nazionale di Santa Cecilia, 2006, ISBN 88-95341-00-7
- Johann Sebastian Bach: Manuale di navigazione, 3 voll., Torino, Aragno, 2015, ISBN 978-88-8419-713-9
- L'Eridano e la Dora festeggianti. Le musiche e gli spettacoli nella Torino di Antico Regime, Lucca, LIM, 2016

Ha curato la pubblicazione di:
- La Musica: Enciclopedia storica (4 voll., 1966) e Dizionario (2 voll., 1971), Torino, UTET
- Storia del Teatro Regio di Torino, 6 voll., Torino, Cassa di Risparmio di Torino, 1976-1991
- Storia dell'opera, 3 voll. in 6 tomi, Torino, UTET, 1977
- DEUMM (Dizionario Enciclopedico Universale della Musica e dei Musicisti), 22 voll. suddivisi in quattro sezioni, Torino, UTET, 1983-2005
- L'arcano incanto. Il Teatro Regio di Torino, 1740-1990 (catalogo della mostra omonima), Milano, Electa, 1991
- Compact Enciclopedia della musica, Novara, De Agostini, 1995
- Musica in scena. Storia dello spettacolo musicale, 6 voll., Torino, UTET, 1995-1996